# Dalia Grinkevičiūtė
Dalia Grinkevičiūtė (28. května 1927, Kaunas – 25. prosince 1987 Kaunas; pohřbena na hřbitově v Eiguliai) byla litevská lékařka a spisovatelka.

## Životopis
V roce 1941 byla se svou rodinou deportována do Altajského kraje, v roce 1942 byla deportována do Trofimovsku v severním Jakutsku. V roce 1949 uprchla do Litvy. Roku 1950 byla zatčena a vězněna ve vězení Suchobezvodnoje, roku 1953 byla vyhoštěna do Jakutska. Roku 1954 nastoupila do Omského zdravotního institutu. Roku 1956 byla propuštěna z vnitřního vyhnanství, 1957 se vrátila do Litvy. Roku 1960 ukončila studia medicíny na Kaunaském zdravotním institutu. Mezi lety 1960–1974 pracovala v nemocnici Laukuva. Starala se o deportované, sbírala a zaznamenávala své vzpomínky. Byla pronásledována sovětskou bezpečností, v roce 1974 byla zatčena, propuštěna z práce a zbavena zaměstnaneckého bytu.
Napsala paměti o životě a zkušenostech deportovaných v Užpolarė. První memoáry publikovala v roce 1979. V Litvě byly v roce 1988 vydány pod názvem „Litevci u Moře Laptěvů“. Byly přeloženy do angličtiny pod názvem „Reconciliation“ a do němčiny jako „Die Litauer an der Laptewsee“. O životě v okupované Litvě vyprávěla v memoárech „Rodné zemi“, které sepsala po roce 1979.